# فرانز كريستيان بول
فرانز كريستيان بول (بالألمانية: Franz Boll)‏ (و. 1849 – 1879 م) هو طبيب، وعالم وظائف الأعضاء، وأستاذ جامعي، وعالم تشريح ألماني، ولد في نويبراندنبورغ، كان عضوًا في أكاديمية لينسيان، توفي في روما، عن عمر يناهز 30 عاماً.

## التعليم
تعلم في جامعة هايدلبرغ، وتعلم في جامعة هومبولت في برلين، وتعلم في جامعة بون
.